# Ludmiła Gniłowa
Ludmiła Władimirowna Gniłowa (ros. Людми́ла Влади́мировна Гни́лова; ur. 12 lutego 1944) – radziecka i rosyjska aktorka filmowa i głosowa. Zasłużona Artystka RFSRR (1982).

## Wybrana filmografia

### filmy animowane
- 1965: Pastereczka i kominiarczyk
- 1970: Błękitny ptak jako dziewczynka
- 1973: Piotruś i Reks jako chłopiec Piotruś (chłopiec Sierioża)
- 1976: Zając samochwała jako Lisica
- 1977: Zgubiony pieniążek
- 1978-1985: W ostatniej ławce jako Ola Mądrzalska (ros. Ola Znajkina) (odc. 1-4)
- 1980: Gaduła
- 1981: Na ratunek
- 1983: Gil
- 1983: Słoniątko i pismo
- 1986-1987: Pingwinek Lolo jako Pepe